# Condado de Ribagorza
El condado de Ribagorza fue uno de los existentes en el territorio que, durante la primera mitad del siglo IX, algunos cronistas de la corte carolingia denominaron Marca Hispánica. Comprendía las cuencas de los ríos Ésera e Isábena, además de una buena parte de la cuenca del Noguera Ribagorzana. Aproximadamente se corresponde con la actual comarca aragonesa llamada Ribagorza.
Junto con los condados de Aragón y  Sobrarbe formó posteriormente el reino de Aragón.

## Historia

### Orígenes del condado
Dentro de la conquista franca al sur del Pirineo dirigida por Carlomagno, Guillermo I de Tolosa llevó a cabo personalmente la ocupación del Pallars y la Ribagorza, y los incorporó como pagi a su condado, a pesar de la oposición de las élites locales. En el año 833 Aznar Galindo, conde de Urgel y Cerdaña, se apoderó de estos pagi, sustrayéndolos así del dominio tolosano. Gracias al sentimiento indigenista, Aznar Galindo consiguió resistir en el Pallars y Ribagorza hasta 844 a pesar de haber perdido el condado de Urgel y el condado de Cerdaña (concedidos el año 834 a Sunifredo de Urgel-Cerdaña por Luis el Piadoso). Fue expulsado en 844 por el conde Frédol de Tolosa.
El sentimiento indigenista continuó a pesar de todo. En 872 el condado de Tolosa sufrió una crisis de poder a raíz del asesinato del conde Bernardo II de Tolosa por fieles de Bernardo Plantapilosa, reconocido después como conde por Carlos el Calvo. Entonces, un señor local, Ramón, aprovechó para independizar los territorios al sur de los Pirineos de los condados y crear una dinastía condal propia.

### Dinastía condal propia
Ramón I de Pallars-Ribagorza (872–920) era hijo del conde Lope de Bigorra y biznieto de Lope Centulo, nombrado en 818 como duque de los vascones, pueblo predominante en las zonas interiores del Pirineo. Para consolidar su independencia, Ramón I procuró constituir un obispado propio en el Pallars, conseguido gracias a las intrigas de Esclua, y encontrar aliados contra los condes de Tolosa, que aspiraban a recuperar el dominio sobre sus territorios del sur del Pirineo. Así pues, el conde de Pallars-Ribagorza buscó influir en los estados vecinos: en Navarra, intervino en 905 en el golpe de Estado que entronizó a su sobrino Sancho Garcés I; y en Zaragoza estrechó vínculos con los Banu Qasi. Asimismo, en 904, el miembro de los Banu Qasi Lope ibn Muhamad, rompió con la orientación seguida por su padre, dirigiendo un ataque contra los condados de Pallars y Ribagorza. Posteriormente una nueva expedición dirigida en 907 por al-Tawil de Huesca se apoderó en Ribagorza de Roda de Isábena y Montpedrós, por lo que el conde tuvo que abandonar la política de entendimiento con los musulmanes.
A la muerte de Ramón I en el 920, sus dominios se repartieron entre sus hijos: Miró de Ribagorza y Bernardo rigieron Ribagorza, e Isarn y Lope cogobernaron el condado de Pallars.

### La dinastía de Ribagorza
Bernardo Unifredo pudo recuperar los territorios ocupados por los musulmanes en 907 e incorporó el Sobrarbe como dote por el matrimonio con Toda Galíndez, hija de Galindo II Aznárez. Como Miró falleció sin descendencia, Ramón II, hijo de Bernardo Unifredo y Tota, fue el único heredero de Ribagorza. A la muerte de Ramón II en 970, en Ribagorza se sucedieron sus hijos Unifredo (970–979), Arnaldo (979–990) e Isarno (990–1003). Cuando murió este último, su hermana Toda, casada con Suñer de Pallars, rigió el condado, y en 1011 al quedarse viuda asoció al condado a su sobrino Guillermo, hijo ilegítimo de Isarno, quien con la ayuda de su primo, el conde de Castilla Sancho García, resistió los ataques de los musulmanes. A la muerte de Guillermo en 1017, Ribagorza fue anexionada al reino de Pamplona, que también incluía el antiguo condado de Aragón.

### Sancho III el Mayor de Pamplona
A raíz de un enfrentamiento contra los hombres del Valle de Arán, contrarios a su dominio, en 1017 murió el conde Guillermo de Ribagorza, sin descendencia y sin haber dejado sucesor. Este hecho provocó una situación de crisis que los árabes aprovecharon para atacar el centro y el sur del condado, con lo que se apoderaron de las comarcas de Roda y de Santaliestra.
En 1018, ya fuese por iniciativa propia o bien llamado por algunos nobles del condado, el rey Sancho III de Pamplona, casado con Muniadona de Castilla (una biznieta del conde Ramón II de Ribagorza), ocupó el territorio correspondiente a Guillermo de Ribagorza, esto es, la parte central de la Ribagorza, situada al norte del castillo de Laguarres, en las cuencas medias del Ésera y del Isábena y hostigó a los sarracenos. De este modo, la parte septentrional del condado (el Valle de Sos, las cuencas altas del Ésera y del Isábena, al norte de la sierra de Ballabriga y del Turbón) juntamente con toda la cuenca del Noguera Ribagorzana quedaron en poder del conde Ramón III de Pallars Jussá, casado con Mayor García, hija de García Fernández, conde de Castilla y de Ava de Ribagorza, y nieta de Ramón II de Ribagorza.
En el año 1020 Ramón III de Pallars Jussá repudió a su mujer, la cual se refugió en la región septentrional del condado de Ribagorza, de donde el condado de Pallars Jussá intentó expulsarla para quitarle el condado. Finalmente, después de una revuelta acontecida en 1025, Mayor fue desposeída del condado, el cual pasó a manos de Sancho III de Pamplona. Entonces, Mayor se retiró a Castilla, donde acabaría siendo abadesa del monasterio de San Miguel de Pedroso; de su antiguo dominio en Ribagorza, Ramón III de Pallars Jussá sólo conservó la cuenca del Noguera Ribagorzana, mientras que el resto del condado lo poseía Sancho III el Mayor.

### El reino de Aragón
A su muerte en 1035, Sancho III de Pamplona dividió la herencia entre sus hijos: Fernando I de Castilla, García III de Pamplona, Gonzalo I de Ribagorza y Ramiro I de Aragón; cada uno de estos herederos en sus dominios un estado hereditario.
Gonzalo I murió en 1043 y sus dominios (Sobrarbe y Ribagorza) fueron anexionados al reino de Ramiro I, que comprendía únicamente el antiguo condado de Aragón, es decir, la región pirenaica de Jaca.
Con la muerte de Sancho IV, rey de Pamplona en 1076, Sancho Ramírez (1076) se convierte en el sucesor del reino de Pamplona y se convierte así en rey de los Pamploneses, aragoneses y ribagorzanos. Aparte de la crisis provocada en el mundo musulmán por la muerte del rey Al-Muqtadir de Zaragoza en 1081, empezó la expansión aragonesa. Pedro, hijo del rey Sancho Ramírez, en vida de su padre, tomó Estada (1087) y Monzón (1089). Posteriormente devino rey (1096-1104) y se apoderó de Huesca (1096) y Barbastro (1100). Alfonso el Batallador (1104-1134), hermano y sucesor de Pedro, continuó la expansión con la toma de Zaragoza (1118) y, poco después, de Tudela y Tarazona. A continuación, intentó apoderarse de Lérida y Tortosa, que no consiguió tomar a causa de la alianza del emir de Lérida con Ramón Berenguer III. Alfonso el Batallador murió en 1134 en el sitio de Fraga, durante el reinado del cual se habían restablecido las sedes episcopales de Huesca, Tarazona y Zaragoza.
Después de la muerte sin descendencia de Alfonso el Batallador, acabó siendo proclamado rey su hermano Ramiro II el Monje (1134-1147). En 1137, Ramiro II acordó el matrimonio de su hija Petronila con el conde de Barcelona Ramón Berenguer IV, lo que dio origen a la Corona de Aragón.

### La nueva dinastía de Ribagorza
La unión de Aragón con Cataluña planteó el problema de la delimitación de estos territorios, que no estaba consolidada del todo en tiempos de Ramón Berenguer IV, si bien en los siglos XI y XII las plazas del condado de Ribagorza se rigieron siempre por el sistema administrativo de la tenencia aragonesa y no de la veguería catalana. Entre las tenencias aragonesas que aparecen persistentemente en la documentación entre 1000 y 1200 se cuentan Benabarre, Benasque, Cajigar, Calvera, Cornudella, Estada, Estadilla, Falces, Fantova, Fraga, Laguarres, Lascuarre, Luzás, Mequinenza, Monclús, Monesma, Monzón, Perarrúa, Puente de Montañana, San Esteban de Litera, San Esteban del Mall, Tamarite de Litera, Troncedo y Viacamp.
En enero de 1244, Jaime I fijó la frontera entre Aragón y Cataluña en el río Cinca, desde el valle de Bielsa hasta el Ebro, incluyendo parte del condado de Sobrarbe en Cataluña a pesar de las protestas de los aragoneses. Ahora bien, en 1300 las Cortes de Aragón reunidas en Zaragoza por Jaime II el Justo votaron un capítulo, que el rey ratificó, incluyendo el condado de Ribagorza, Sobrarbe y la comarca de la Litera (incluyendo Almacellas) dentro del reino de Aragón. En protesta, las Cortes de Cataluña reunidas en Barcelona en 1305 aprobaron un capítulo contrario a la resolución de Zaragoza, declarando que Cataluña se extendía desde Salses hasta el Cinca, pero Jaime II no aprobó este capítulo por lo que quedó definitivamente definido como aragonés.
En 1322, quizá queriendo paliar los resultados de la decisión de 1305, Jaime II decidió conceder el condado de Ribagorza, excluyendo la baronía de Castro, la baronía de Monclús, La Fueva, el valle de Gistaín y el de Bielsa y la ciudad de Monzón, a su hijo, el infante Pedro. El conde de Ribagorza sería vasallo del rey, teniendo que asistir a las Cortes de Aragón.
Alfonso IV y Alfonso V fueron también duques de Gandía. Dado que Alfonso V murió sin herederos, el condado pasó al rey Alfonso el Magnánimo, quien lo concedió a su hermano Juan, el cual al llegar a ser rey (1458–1479) lo concedió a su hijo Fernando el Católico, hasta que en 1469, lo otorgó a su hijo legitimado Alfonso de Aragón y Escobar, duque de Villahermosa, como Alfonso VI de Ribagorza (1469–1485).

### El gobierno del condado
Los ribagorzanos no eran vasallos del conde, sino feudatarios. En cuestiones patrimoniales se regían por costumbres locales, muy parecidas a las del condado de Pallars, o por el Fuero de Aragón; que usaban como lengua vulgar el aragonés ribagorzano incluso en zonas donde hoy día se habla castellano, e invocaban siempre el derecho aragonés en las escrituras públicas.
El condado se gobernaba por el Consejo General de Ribagorza, formado por procuradores de todos los lugares y ciudades, que se reunía el día de San Vicente mártir (22 de enero) en Benabarre.
Hasta 1149 el condado de Ribagorza dependía de tres territorios eclesiásticos: la sede episcopal de Roda y las jurisdicciones exentas de los reales monasterios de Alaón y San Victorián. Hasta mediados del siglo XII, Roda protegía e incorporaba la jurisdicción de Lérida. En 1096, mientras que la sede seguía en Roda, se trasladó el obispado a Barbastro. En 1149 se suprimió la sede de Roda, devolviendo la jurisdicción al obispado de Lérida y repartiéndose los territorios rotenses entre las jurisdicciones de Barbastro y Lérida. Ahora bien, en 1571, lugares ribagorzanos que habían estado bajo jurisdicción leridana (el valle del Ésera, una buena parte del valle del Isábena y las tierras del Cinca al norte de Monzón) pasaron a integrarse en el obispado de Barbastro.
Durante el siglo XVI el condado de Ribagorza comprendía el territorio que va desde Benasque a Monzón en el río Cinca y los descampados de Ráfales al sur de Altorricón y Binéfar, según consta en un documento impreso en Zaragoza a finales del siglo XVI, en el que se hace inventario y descripción de cada uno de los pueblos que componen el condado de Ribagorza y en él se hace constar que el conde tenía jurisdicción propia, ateniéndose a litigios con el Justicia de Aragón.
Asimismo, los poderes de cada jurisdicción civil en ocasiones chocaban con el obispo de Lérida, que tenía más de cien parroquias en territorio aragonés, coincidiendo el límite con la margen derecha del río Noguera Ribagorzana y las poblaciones de Albelda, Altorricón y otras desaparecidas que formaban parte de dicho condado según consta en el libro de visitas que se inicia después del Concilio de Trento y se detallan los tributos de cada parroquia aragonesa dependiente del obispo ilerdense.

### Las revueltas y la intervención de Felipe II
Durante el gobierno del conde Martín de Gurrea y Aragón (1550–1578) se produjeron continuamente revueltas en el condado porque muchos ribagorzanos querían pasar a dominio real. En 1554, los letrados de la corte de Felipe II declararon la extinción del feudo, pero el tribunal del Justicia Mayor de Aragón defendió los derechos del conde. A raíz de la revuelta de Benabarre (1578), ayudada secretamente por la corte real, Martín de Gurrea y Aragón renunció a favor de su hijo Fernando II de Ribagorza, el cual derrotó una nueva revuelta en Benabarre en 1587, pero los ribagorzanos continuaron la revuelta con la ayuda de bandoleros catalanes y con el soporte del conde de Chinchón, tesorero general del Consejo de Aragón y enemigo de los Villahermosa.
Estas revueltas, que dieron lugar a una guerra civil en el condado entre partidarios del conde y partidarios del rey, coincidieron con las alteraciones de Aragón. Entonces, en 1591 Felipe II, para restablecer el orden, obligó al conde Fernando a renunciar a cambio de una compensación económica, y el condado pasó a la Corona. Francisco de Gurrea, hermano de Fernando, siguió con la reclamación del condado por parte de la familia, autotitulandose Francisco I de Ribagorza hasta 1598. En esa fecha pactó con la Corona la renuncia al condado a cambio de otros títulos.

### El fin del condado
En 1633 Felipe IV concedió a Graus un segundo justicia de Ribagorza, con jurisdicción separada de Benabarre.
Durante las revueltas aragonesas contra Felipe IV, toda Ribagorza se unió a la revuelta aragonesa hasta que el ejército aragonés fue definitivamente derrotado en Fraga por las tropas de Felipe IV, las cuales ocuparon después Ribagorza, la Litera y Lérida.
Al estallar la Guerra de Sucesión, en 1705 el condado de Ribagorza, como otras partes de Aragón, se pronunció a favor del archiduque Carlos, mientras que el resto de Aragón todavía estaba en poder de Felipe V. Con los Decretos de Nueva Planta Ribagorza es corregimiento de Aragón, que más tarde se convertiría en el partido judicial de Benabarre en 1834 al establecerse la nueva provincia de Huesca.

## Patrón del condado
Como santo patrón del condado de Ribagorza, en un grabado del siglo XVI impreso en Zaragoza figura San Medardo Obispo, en el que se reconoce su valor como intercesor en tiempo de sequía para implorar las lluvias. San Medardo todavía es patrón de Benabarre y delante del santo se cantan y bailan las pastoradas de Benabarre que divulgó durante los años cuarenta y cincuenta del siglo XX el investigador granadino Ricardo del Arco, en cuyos libros se pueden leer las versiones recogidas por este investigador.